# ألعاب فيسبيك 2002
كانت ألعاب فيسبيك 2002، والمعروفة رسمياً باسم دورة ألعاب فيسبيك الثامنة، حدثاً رياضياً بارالمبياً متعدد الرياضات في منطقة آسيا والمحيط الهادئ أقيم في بوسان، كوريا الجنوبية من 26 أكتوبر إلى 1 نوفمبر 2002، بعد 12 يوماً من دورة الألعاب الآسيوية 2002. كانت واحدة من دورتين من دورات فيسبيك التي أُقيمت في نفس المدينة المضيفة للألعاب الآسيوية، والأخرى كانت دورة ألعاب فيسبيك 1999 في بانكوك، تايلاند.
كانت هذه هي المرة الأولى التي تستضيف فيها كوريا الجنوبية الألعاب، حيث أنها سابع عضو في منظمة فيسبيك يستضيف ألعاب فيسبيك بعد اليابان وأستراليا وهونغ كونغ وإندونيسيا والصين وتايلاند. تنافس حوالي 2199 رياضياً من 40 دولة في الألعاب التي تضمنت 17 رياضة. افتتح الألعاب رئيس وزراء كوريا الجنوبية، كيم سوك سو، في ملعب بوسان أسياد.

## التطوير والإعداد
تشكلت لجنة تنظيم دورة ألعاب فيسبيك في بوسان للإشراف على تنظيم الألعاب.

## الملاعب
احتضنت دورة ألعاب فيسبيك الثامنة 16 مكاناً للألعاب، 14 منها في بوسان و2 في جنوب غيونغسانغ.
| المقاطعات          | ملعب المنافسات                          | الرياضات                              |
| بوسان              | ملعب بوسان أسياد                        | ملعب بوسان أسياد                      |
| بوسان              | ملعب بوسان الآسيوي                      | ألعاب القوى، مراسم الافتتاح والاختتام |
| بوسان              | ملعب ساجيك لهوكي الحقل                  | البولينغ على العشب                    |
| بوسان              | مسبح ساجيك                              | السباحة                               |
| بوسان              | صالة ساجيك الرياضية                     | كرة الطاولة                           |
| بوسان              | منتزه غانغسيو الرياضي                   |                                       |
| بوسان              | ملعب غانغسيو للرماية                    | الرماية                               |
| بوسان              | صالة غانغسيو الرياضية                   | المبارزة، تنس الريشة                  |
| بوسان              | مجمع غوديوك الرياضي                     |                                       |
| بوسان              | ملعب غوديوك                             | كرة القدم السباعية                    |
| بوسان              | صالة غوديوك الرياضية المغلقة            | الجودو                                |
| بوسان              | منتزه غيومجيونغ الرياضي                 |                                       |
| بوسان              | صالة غيمجونغ                            | كرة السلة على الكراسي المتحركة        |
| بوسان              | ملعب تنس غيمجونغ                        | تنس الكراسي المتحركة                  |
| بوسان              | الملاعب المستقلة                        |                                       |
| بوسان              | دورة سباق الدراجات على الطرق في غانغسيو | سباق الدراجات على الطرق               |
| بوسان              | صالة غيمجونغ                            | الكرة الطائرة في وضع الجلوس           |
| بوسان              | صالة كلية دونغجو الرياضية               | كرة الهدف                             |
| بوسان              | صالة جامعة بوكيونغ الوطنية الرياضية     | رفع الأثقال                           |
| غيونغسانغ الجنوبية | ميدان الرماية الدولي في تشانغوون        | الرماية                               |
| غيونغسانغ الجنوبية | صالة غيمجونغ يانجسان                    | بوتشيا                                |